# Robyn Ochs
Robyn Ochs (1958 - ) tem sido uma ativista estadunidense de direitos bissexuais desde 1983 quando ela estava envolvida na fundação da Boston Bisexual Network, que foi acompanhada pela criação da Bisexual Resource Center, em 1985.
Ela é a editora do Bisexual Resource Guide e a antologia Getting Bi: Voices of Bisexuals Around the World. Ela trabalha como membro de na Universidade Harvard e ensinou cursos na Tuft Experimental College. Ela é uma oradora profissional e líder de grupo. Seu campo primário de interesse são identidade e colisão de prédios. Em 2004 em em 2007, ela discursou na  Midwest Gay Lesbian Bisexual Transgender Campus Conference da Midwest Bisexual Lesbian Gay Transgender Ally College Conference, a maior conferência estudantil gay, lésbica, bissexual e transgênero nos Estados Unidos.
Ochs tem aparecido em vários talk shows televisivos, incluindo Donahue, Rolanda, Maury Povich, Women Aloud, Real Personal, Hour Magazine e The Shirley Show, para discutir questões que se relacionam com bissexualidade. Ela também esteve na Seventeen e Newsweek.
Ochs tem ensinado cursos em tópicos incluindo história LGBT & políticas nos Estados Unidos, as políticas de orientação sexual, e as experiências daquelas que transgridem as categorias binárias do gay/hetero, masculino/feminino, negro/branco e/ou homem/mulher. Suas escrituras têm sido publicadas em numerosas antologias bissexuais, estudos de mulheres, multiculturas e LGBT.
Em 17 de Maio de 2004, o primeiro dia que foi legalizado que pessoas do mesmo sexo casam-se em qualquer lugar nos Estados Unidos, Ochs e sua parceira de longa vida Peg Preble estavam entre os primeiros casais do mesmo sexo a se casarem legalmente (Uma Cuidadosa Corrida para o Altar). Ironicamente, em um exemplo de exatamente o tipo de apagamento bissexual que ela passou a maior parte de sua vida lutando contra, Ochs era publicamente não identificada na imprensa como lésbica.